# Mateo Casanova
Mateo Casanova Jiménez (Sancti Spíritus, Las Villas, Cuba, 1 de abril de 1814 - La Habana, Cuba, 1871) fue un militar cubano del siglo XIX. 

## Orígenes y carrera
Mateo Casanova Jiménez nació en la ciudad de Sancti Spíritus, Las Villas, Cuba, el 1 de abril de 1814. 
Fue miembro del Ejército español estacionado en Cuba, por aquel entonces colonia española. Alcanzó los grados de Comandante en dicho ejército. 

## Guerra de los Diez Años
El 10 de octubre de 1868 estalló la Guerra de los Diez Años (1868-1878), primera guerra por la independencia de Cuba. 
Los villareños se levantaron en armas en febrero de 1869, durante el llamado Alzamiento de las Villas. Mateo Casanova fue designado jefe militar de dicho alzamiento, teniendo en cuenta su previa experiencia militar. 
La Junta Revolucionaria nombró a Pablo Díaz de Villegas ayudante del General Mateo Casanova, pero como este se enfermó pasó entonces a prestar sus servicios como secretario del General Francisco Villamil.
Fue designado Jefe de la “División de Caonao”. Un mes después, el líder independentista cubano Carlos Manuel de Céspedes lo designó jefe de la “División de Remedios”. 
Nombrado mayor general del Ejército Mambí, Céspedes le otorgó por decreto el cargo de inspector general del Ejército Libertador cubano, el 4 de abril de 1870. 
Un año más tarde, en abril de 1871, el presidente Céspedes ordenó al General Casanova organizar a las fuerzas cubanas que se hallaban dispersas en su región natal, además de comenzar a crear las condiciones para apoyar el regreso de las fuerzas villareñas, que se encontraban refugiadas en el Camagüey.

## Muerte
Se encontraba cumpliendo las órdenes del presidente Céspedes, cuando fue capturado por el enemigo, trasladado a La Habana y fusilado, sin previo juicio, en una fecha no especificada de 1871. Al morir, contaba con 57 años de edad. 